# Micaria browni
Micaria browni är en spindelart som beskrevs av Barnes 1953. Micaria browni ingår i släktet Micaria och familjen plattbuksspindlar. Inga underarter finns listade i Catalogue of Life.